# Ґлувчин (Плоцький повіт)
Ґлувчин (пол. Główczyn) — село в Польщі, у гміні Мала Весь Плоцького повіту Мазовецького воєводства.
Населення — 236 осіб (2011).
У 1975-1998 роках село належало до Плоцького воєводства.

## Демографія
Демографічна структура станом на 31 березня 2011 року:
|          | Загалом | Допрацездатний вік | Працездатний вік | Постпрацездатний вік |
| -------- | ------- | ------------------ | ---------------- | -------------------- |
| Чоловіки | 128     | 29                 | 84               | 15                   |
| Жінки    | 108     | 25                 | 56               | 27                   |
| Разом    | 236     | 54                 | 140              | 42                   |